# 吉靈站
吉靈站（越南语：／*/?）位於越南首都河內市棟多郡吉靈坊，是河內都市鐵路2A號線的一個車站。

## 車站結構
本站為島式車站。
| 1 | ●2A號線 | ← 上亭，安義 |
| 2 | ●2A號線 | ← 上亭，安義 |

## 接駁交通
- 巴士：18、22、23系統[4]
- 河內BRT：01系統

## 鄰近地點
- 醫濟部
- 金山寺

## 外部連結
- 吉靈站（河內都市鐵路的官方網站） （页面存档备份，存于）